# Вольное (Покровский район)
Вольное (укр. Вільне) — село,
Андреевский сельский совет,
Покровский район,
Днепропетровская область,
Украина.
Код КОАТУУ — 1224281203. Население по переписи 2001 года составляло 45 человек .

## Географическое положение
Село Вольное находится в 2-х км от левого берега реки Гайчур,
на расстоянии в 1,5 км от села Братское.
По селу протекает пересыхающий ручей с запрудой.

## История
- 1938 — дата основания.